# Bruno Ferrero
Pour les articles homonymes, voir Ferrero (homonymie).
Bruno Ferrero est un footballeur français né le 24 novembre 1933 à Tressange (Moselle) et mort le 15 août 2023. Ce gardien de but a été finaliste de la Coupe de France en 1962 avec le FC Nancy et international la même année.

## Palmarès
- International A en 1962 (1 sélection, le 5 mai: Italie-France, 2-1)
- Finaliste de la Coupe de France 1962 avec le FC Nancy